# 唐朝乐队
唐朝乐队 (Tang Dynasty)，成立於1988年，中国第一支重金属摇滚乐队，以歷史上一個最強盛朝代唐朝命名。1992年發表《夢回唐朝》，轰动台湾及中國大陸，这张专辑奠定了唐朝乐队在中国摇滚乐坛中的重要地位，被認為是華語樂壇上其中一支最具代表性的搖滾樂隊，並於2013年獲得第7屆金唱片獎搖滾類樂隊獎，之後更於2014年再獲取殿堂級樂隊獎。
其知名歌曲包括《夢回唐朝》《太陽》《飛翔鳥》《月夢》《演義》《黑色幽默》《你的幻境》《送別》《路》《嚎叫列車》《封禪祭》《大風歌》《芒刺》《麋鹿的眼淚》《大象不抱怨》《響尾蛇》等等...
乐队曾几度更换成员、解散、重组。

## 成員

### 現任成員
丁武 1988 - 現在 (主唱，創隊成員。)

劉經偉 2019 - 現在 (吉他手)

付大龍 2019 - 現在 (吉他手)

顧忠 1995 - 現在 (貝斯手) 

趙年 1989 - 現在 (鼓手)

### 歷任成員
Kaiser Kuo(郭怡廣)1988 - 1989、1996 - 1999(吉他手，創隊成員。)

Andrew Szabo(薩保)1988 - 1989(鼓手，創隊成員。)

張炬 1988 - 1995(貝斯手，創隊成員。)

劉義軍 1989 - 1995、2001 - 2009(吉他手)

虞洋 1999(吉他手)

陳磊 2000 - 2019(吉他手)

#### 支援成員
秦齊1990(主唱)，擔任了專輯《唐朝》之中《世紀末之夢》一曲主唱。

### 成員在籍時間線
※此圖準確度以年為單位
※Andrew Szabo(薩保)崗位不明

## 發展歷程

### 1980年代
- 1988年：唐朝乐队由丁武（主唱、节奏吉他手）、张炬（贝斯手），以及2位美藉華人

Kaiser Kuo（郭怡广，吉他手）和他的同学
Andrew Szabo（薩保，鼓手）组成。
- 1989年：由于Kaiser Kuo (郭怡廣)和Andrew Szabo（薩保)回美国，吉他手刘义军（老五）和鼓手赵年加入了乐队，这个组合后来成为唐朝乐队最具影响力的阵容。

### 1990年代
- 1990年：5月，乐队签约台湾滚石唱片。
- 1991年：5月与台湾滚石魔岩唱片公司正式签约发行首张专辑“梦回唐朝”。
- 1992年：推出了重金属风格的首张专辑《唐朝》，这张专辑奠定了唐朝乐队在中国摇滚乐坛中的重要地位。12月发行海外台湾、香港、日本、韩国、东南亚地区《梦回唐朝》专辑。
- 1995年：5月11日，贝斯手张炬因车祸去世。7月原“呼吸”乐队贝斯手顾忠加入，和吉他手Kaiser Kuo (郭怡廣)回到了乐队。8月吉他手刘义军离退唐朝。
- 1996年：1月Kaiser Kuo (郭怡廣)回到中国再度与唐朝合作正式加入担任吉他手。3月录制“再见张炬”纪念专辑，并由天蝎文化公司发行。
- 1998年：9月与北京京文音像公司正式签约，并筹备第二张专辑。12月发行第二张专辑《演义》[6]。之后，Kaiser Kuo (郭怡廣)再次离队，虞洋、陈磊先后在乐队担任吉他手。
- 1999年：1月北京颐和广场举办“唐朝·演义”新歌发布会。1月北京音像大世界及天星音像举办签名售带会。

### 2000年代
- 2000年6月以后，新的吉它手陈磊加入，经过短暂的排练和磨合，乐队连续参加了多场演出。
- 2001年4月老五归队。
- 2002年初，经过频繁的成员变动后，原成员刘义军终于再次回到乐队，新的乐队阵容正式确定为5人陣容：丁武、刘义军、赵年、顾忠、陈磊。
- 2002-2008年这段期间，唐朝乐队除参加各类演出之外，正在创作第三张专辑中。
- 2008年6月13日，第三张专辑《浪漫骑士》在第二张发行的八年之后出版。
- 2009年1月16日，唐朝吉他手老五刘义军离队。

### 2010年代
- 2013年3月28日，在北京星光現場音樂廳舉行非賣EP《沉浮》的首唱會，演唱了該EP中的《沉浮》、《麋鹿的眼淚》等歌曲。
- 2013年10月27日，做客《今晚80後脱口秀》。
- 2013年11月8日，在北京展覽館劇場舉行“太陽·芒刺音樂會”，並在當天正式發行出版第四版專輯《芒刺》。
- 2014年1月11日，獲得“華語金曲獎”頒發的“殿堂級樂隊獎”，並現場演唱歌曲《太陽》。
- 2014年2月份，先後在新西蘭、斐濟進行“太陽·芒刺海外巡迴演唱會”。
- 2014年7月19日，參加深圳東部華僑城“首屆山海音樂節”。
- 2014年8月12日，赴阿爾及利亞首都阿爾及爾的市利雅得劇場參加“第7屆迪瓦那音樂節”。
- 2014年9月6日，唐朝參與競演的音樂綜藝節目《夢想音樂節》在遼寧衞視播出。
- 2014年10月5日起，在橫店明清宮苑參與為期兩天的“橫店麥浪音樂節。
- 2015年11月21日，在北京工人體育館參加“老炮兒”演唱會。
- 2018年12月31日，在江蘇省五台山體育中心參加“中國製躁Ⅱ跨年搖滾民謠演唱會。
- 2019年，因吉他手陳磊將工作中心移至音樂教育行業，唐朝樂隊由大龍、經緯共同擔任吉他手，由4人陣容變為5人陣容。

### 2020年代
- 2021年6月6日，參與錄製的户外音樂故事節目《尋聲記》第四期在山東衞視播出。
- 2022年8月5日，參加“你要好好的”搖滾演唱會。
- 2023年3月19日，參加《2023海口迷笛音樂節》。
- 2023年3月25-26日，參加《2023重慶·逐光山海音樂節》。
- 2023年4月15日，參加《2023紫荊花穿越音樂節》。
- 2023年10月2-3日，參加舍不得的麗江《古城音樂嘉年華》。

## 演出
1989年
- 年末在首都体育馆“90现代音乐会”上，唐朝乐队的登台为他们赢得了大批摇滚乐迷。

1993年
- 参加北京工人体育馆“奥运之光”演出。

1994年
- 2月赴德国柏林参加“中国文化艺术节”演出。十月赴日本福冈参加“国际文化节”演出。十二月乐队与窦唯、张楚、何勇在香港红磡体育馆举办的“中国摇滚乐势力”演唱会获得了极大反响，并发行CD、录像带。

1996年
- 5月赴唐山参加纪念张炬一周年演出。

1997年
- 六月赴广州参加“香港回归”演出。十二月参加北京音乐台举办摇滚之夜演唱会，并获最佳乐队奖。

1998年
- 12月参加CHANEL V “X2000演唱会”演出乐队以新阵容出版第二张专辑《演义》。

1999年
- 3月参加北京音乐台歌迷联谊会演出。
- 7月赴青岛参加海洋节露天演出。
- 7月赴香港参加中国新音乐演唱会。
- 7月赴香港在Star East举行专场演唱会。
- 8月参加北京“搜狐”音乐节。
- 9月赴青岛参加国际啤酒节摇滚演唱会

2002年
- 2月赴天津参加摇滚音乐节。
- 3月参加新疆乌鲁木齐的摇滚演唱会。
- 10月在成都举办专场音乐会。
- 12月赴温州举办专场音乐会。

2003年
- 7月20日在深圳根据地酒吧参加摇滚音乐节。
- 7月26日在深圳世纪之窗参加演出。
- 8月22日在北京朝阳公园参加炫特区摇滚之夜演出。
- 9月20日参加四川阆中名醋节开幕式。
- 9月22日参加湖北武汉机电博览会开幕式。
- 8月23日作为特邀嘉宾参加在故宫举办的电影“天地英雄”首发式，并演唱等经典名曲。
- 9月26日在新疆克拉玛依举办“金秋梦回唐朝”专场演唱会。
- 9月28日与瘦人乐队赴张家口参加“联通摇滚之夜”演唱会。
- 10月3日应中央电视台之邀，参加银川摩托车旅游节开幕式晚会。
- 12月13日在河南周口滚石迪厅举办专场演出。
- 12月24日在上海大舞台参加“圣诞之夜”音乐会。
- 12月27日在江西南昌参加大型摇滚演唱会。

2004年
- 2月6日参加湛江体育场大型演唱会。
- 5月2日赴成都参加冲击吉尼斯记录的连续七天的“七天七夜爱情海”音乐周。
- 5月6日参加西安摇滚音乐节。
- 5月11日参加胜利油田厂庆联欢会。
- 8月6日赴银川贺兰山参加“中国摇滚的光辉道路”大型摇滚演唱会。

2005年
- 8月6日唐朝乐队演唱会——无名高地原创音乐基地（回归90年代系列演出）。

2013年
- 11月8日在北京展览馆剧场举办太阳·芒刺音乐会。

2014年
- 2月在新西兰和斐济苏瓦举办11场太阳·芒刺海外巡回演唱会。

## 作品

### 专辑
- 1992年12月??日 唐朝
- 1999年10月??日 演義
- 2008年06月13日 浪漫骑士
- 2013年11月08日 芒刺

### 細碟
- 2013年03月28日 沉浮

### 单曲
- 2000年??月??日 演义（单曲版）

### 合辑
- 1997年11月01日 再见张炬
- 2005年05月??日 礼物 又名：张炬逝世十年纪念合辑

### 收录于其他合輯的单曲
| 歌曲名称         | 发行时间 | 收录于     |
| ---------------- | -------- | ---------- |
| 花儿为什么这样红 | 1999年   | 真爱永恒   |
| 明月千里寄相思   | 1999年   | 真爱永恒   |
| 独上西楼         | 1995年   | 告别的摇滚 |

## 奖项
| 时间          | 奖项                        | 结果 |
| ------------- | --------------------------- | ---- |
| 2014年1月11日 | 华语金曲奖：殿堂级乐队奖    | 獲獎 |
| 2010年1月23日 | 第7届金唱片奖：摇滚类乐队奖 | 獲獎 |

## 评价

### 正面
- 蝦米音樂網:

他們是中國重金屬搖滾樂的開創者，是中國最具影響力、最具傳奇色彩的樂隊；他們是中國堅持最長久，陣容最強大的樂隊；豐富的故事和人生經歷也讓他們被冠以“中國最具傳奇色彩的樂隊”。在這支樂隊裏有中國搖滾樂手的先鋒頂級碰撞，完美結合，他們的曲風多樣，西為中用，古為今用。他們的歌曲已超越普通意義的搖滾樂，追求更大氣的民族精神及詩化意境，他們力求把具有中國特色的藝術搖滾做到極致……（蝦米音樂網评）。
- 山东科技大学:

从他们的声音中寻觅些许幻梦的遗痕，在歌曲《梦回唐朝》中，唐朝乐队高唱的“霓虹闪烁歌舞升平”确然到来，但在太平盛世，他们也失去了当初立足的根基，那种在密闭的车厢中能够震颤心灵的力量自此一去不返了。时隔多年，唐朝乐队带着人们的青春梦想，在舞台上用苍老的面容和声音镌刻盛世丰碑，重金属的喧吵所蕴含的不是梦的存续，而是梦的缺失（山东科技大学新闻网评）。
- 新浪:

唐朝乐队一路走来，经历过大起大落，有无数血泪交织的故事，他们通过音乐，传递对生活的体验与挣扎，在歌声中传达渴望和梦想（新浪网评），真正展示了摇滚乐的真谛（新华网评）。
- 新京报:

在他们音乐中感受到的，也是众人一起爆发出的激情能量。当人们高吟“菊花古剑和酒”的时候，丁武忽而低沉忽而高亢的唱腔；刘义军凶猛、快速的演奏风格；张炬极富感染力的快乐性格，是同时浮现在脑海中的（《新京报》评）。
- 网易:

他们的每一张专辑都充盈着中华民族的传统音律（网易评）。

### 负面
- 耳帝:

丁武果子（暗指“果儿”，groupie）吃多了，虽精神不倒，但功力已下线（音乐评论人耳帝评）。